# Christian Carl Magnussen

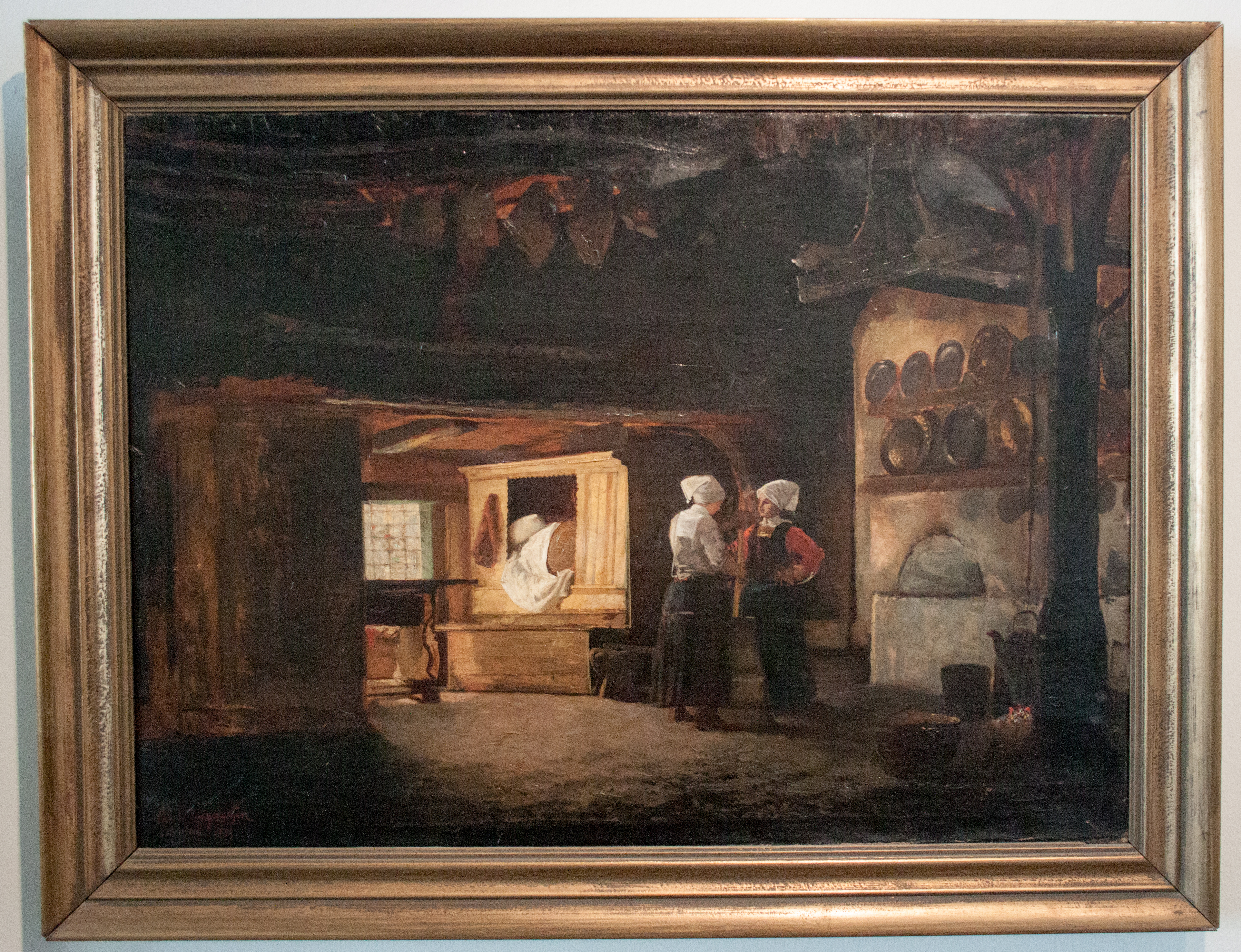
Parasztház belseje

Christian Carl Magnussen (Bredstedt, 1821. augusztus 31. – Schleswig, 1896. július 18.) dán–német festő. Nevét általában C. C. Magnussenként rövidítette, gyakran a „frízek festője” néven emlegették. Fia, Harro Magnussen ugyancsak neves művész, szobrász lett.

## Élete és munkássága
Az akkoriban Dániához tartozó észak-frízföldi Bredstedt városkában állt a szülőháza. A koppenhágai Királyi Dán Művészeti Akadémián tanult, Herman Wilhelm Bissen tanítványa volt. 1846 és 1848 között Rómában, 1851-1852-ben Párizsban, Thomas Couture mellett folytatta tanulmányait. Ezután néhány évig Hamburgban dolgozott portréfestőként. 1875-ben Schleswigbe költözött és ott fametszetek készítését tanító iskolát nyitott, ahol a régi mesterek technikáját kívánta újjáéleszteni. Templomi fafaragásokat is restaurált az észak-német térségben, aminek során durva módszerei miatt sok régi faragvány értékét vesztette.
Magnussen gyűjtötte is a régi bútorokat és a faragványokat, főleg a schleswigi tájról, a 16., és a 17. századból származó darabokat. Mintegy 500 darabos gyűjteményét anyagi nehézségei miatt eladásra ajánlotta 1894-ben az új koppenhágai Iparművészeti Múzeumnak. A gyűjteményt végül Ernő Ágost hannoveri királyi herceg vásárolta meg és ma is megtekinthető a Cumberland gyűjteményben Sønderborg kastélyában. A gyűjtemény egy további részét Justus Brinckmann szerezte meg még 1887-ben, ez a Museum für Kunst und Gewerbe Hamburg tulajdonában van.
Magnussen monumentális festménnyel díszítette a hamburgi városháza üléstermét, amit röviddel halála előtt avattak fel. Tagja volt az 1832-ben alakult hamburgi művészeti egyesületnek is.

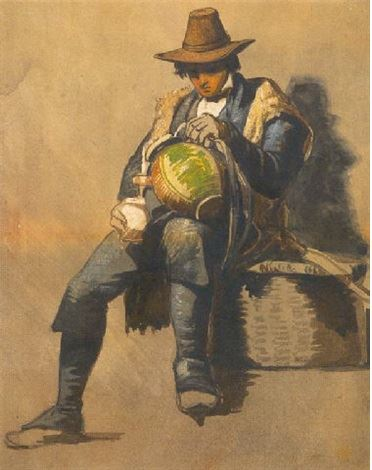
Pásztor

## Családja
Két házasságából tizenöt gyermeke született. Közülük Harro Magnussen szobrász, Walter Magnussen keramikus, Ingeborg Magnussen festő és író lett.

## Fordítás
- Ez a szócikk részben vagy egészben a Christian Carl Magnussen című német Wikipédia-szócikk ezen változatának fordításán alapul.  Az eredeti cikk szerkesztőit annak laptörténete sorolja fel. Ez a jelzés csupán a megfogalmazás eredetét és a szerzői jogokat jelzi, nem szolgál a cikkben szereplő információk forrásmegjelöléseként.